# دنی رویتر
دنی رویتر (انگلیسی: Danny Reuther؛ زادهٔ ۲۲ ژوئن ۱۹۸۸) بازیکن فوتبال اهل آلمان است.
از باشگاه‌هایی که در آن بازی کرده‌است می‌توان به باشگاه فوتبال کارل زایس ینا اشاره کرد.